# دوزج
 دوزج  روستایی است از توابع بخش خرقان شهرستان زرندیه در استان مرکزی ایران.

## جمعیت
این روستا در دهستان دوزج قرار دارد و براساس سرشماری مرکز آمار ایران در سال ۱۳۸۵، جمعیت آن ۱۲۰ نفر (۴۶ خانوار) است.

## سفر ملکه هلند
در  زلزله سال ۱۳۴۱، ملکه کشور هلند یولیانا ضمن سفر به ایران و بازدید از ده ویران شده دوزج هزینه بازسازی ده و تبدیل آن به یک ده مدرن در عصر خود را متقبل شد.